# Halichoeres chierchiae
Halichoeres chierchiae là một loài cá biển thuộc chi Halichoeres trong họ Cá bàng chài. Loài này được mô tả lần đầu tiên vào năm 1948.

## Từ nguyên
Từ định danh chierchiae được đặt theo tên của Gaetano Chierchia (1850 – 1922), Chỉ huy tàu hộ vệ hải quân Ý Vettor Pisani, là con tàu đã thu thập được mẫu định danh (đã thất lạc) của loài cá này.

## Phạm vi phân bố và môi trường sống
Từ vịnh California, H. chierchiae được phân bố dọc theo bờ biển Đông Thái Bình Dương trải dài đến miền bắc Peru, bao gồm quần đảo Galápagos ngoài khơi. H. chierchiae sống trên nền đáy cát gần các rạn san hô ở độ sâu đến ít nhất là 70 m.

## Mô tả
H. chierchiae có chiều dài cơ thể lớn nhất được ghi nhận là 20 cm. Cá con lốm đốm các vệt sọc nâu và trắng trên cơ thể với đốm đen trên vây lưng. Cá cái màu vàng lục với một sọc ngang giữa thân màu nâu, nửa thân trên sọc này có các vạch đốm sẫm màu. Cá đực trưởng thành sẫm màu xanh lam hơn, lốm đốm các vệt màu xanh lục ở nửa thân trên và vàng ở nửa thân dưới. Có một đốm đen nằm ở thân trên (trùng với vị trí chóp vây ngực khi vây áp vào thân), ngay sát phía sau đốm đen này là một đốm màu đỏ tươi có kích thước xấp xỉ nhau. Đốm màu đỏ trên cơ thể cá đực bắt nguồn cho cái tên thông thường của loài cá này trong tiếng Anh (wound wrasse).
Số gai ở vây lưng: 9; Số tia vây ở vây lưng: 11; Số gai ở vây hậu môn: 3; Số tia vây ở vây hậu môn: 12; Số tia vây ở vây ngực: 13; Số gai ở vây bụng: 1; Số tia vây ở vây bụng: 5; Số vảy đường bên: 26–27.

## Sinh thái học
Thức ăn của H. chierchiae bao gồm nhuyễn thể, cua, sao biển đuôi rắn và cầu gai. Loài này có thể vùi mình xuống cát để ngủ vào ban đêm cũng như để tránh những sự nguy hiểm.

## Thương mại
H. chierchiae được đánh bắt trong các hoạt động buôn bán cá cảnh, đặc biệt là tại Costa Rica.